# Dratshepa Rinchen Namgyel
| Tibetische Bezeichnung                                   |
| -------------------------------------------------------- |
| Wylie-Transliteration: sgra tshad pa rin chen rnam rgyal |
| Andere Schreibweisen: Dratsepa Rinchen Namgyal           |
| Chinesische Bezeichnung                                  |
| Vereinfacht: 扎泽巴; 扎泽巴·仁钦南杰                     |
| Pinyin:Zhazeba; Zhazeba Renqin Nanjie                    |

Dratshepa Rinchen Namgyel (tib.: sGra tshad pa Rin chen rnam rgyal; 1318–1388) war ein Geistlicher des tibetischen Buddhismus des 14. Jahrhunderts. Er war ein Schüler von Butön Rinchen Drub (Bu ston Rin chen grub; 1290–1364) auf den die Shalu-Schule, eine Unterschule der Sakya-Schule des tibetischen Buddhismus zurückgeht.
Dratshepa  war in prominenter Gelehrter, der mit der Kadam- und der Sakya-Schule in Verbindung gebracht wird und ein Schüler von Butön sowie dessen Biograph war. Er war auch ein früher Lehrer von Tsongkhapa und soll das Bodhisattva-Gelübde an Rongtön gegeben haben.
Die tibetische Buchreihe phyag bris gces btus enthält in den Bänden 18–45 Bu ston rin chen grub kyi gsung 'bum (28 Bände) die Gesammelten Werke von Butön Rinchen Drub einschließlich der Schriften seines Schülers Dratshepa Rinchen Namgyel in zwei Bänden (Nr. 44–45).